# Lekkoatletyka na Letnich Igrzyskach Paraolimpijskich 2008 – bieg na 100 metrów mężczyzn kl. T44
Bieg na 100 metrów mężczyzn kl.T44 podczas Letnich Igrzysk Paraolimpijskich 2008 rozegrano w dniach 8-9 września. W rozgrywkach wzięło udział 12 sportowców z 9 krajów.

## Wyniki

### Pierwsza runda
Biegi pierwszej rundy zostały rozegrane 8 września o godzinie 20:22. Kwalifikację do finału uzyskiwało po trzech najlepszych zawodników z każdego biegu oraz dwóch z najlepszymi wynikami.
Bieg 1
| Poz. | Zawodnik            | Narodowość        | Tor | Rezultat | Uwagi |
| ---- | ------------------- | ----------------- | --- | -------- | ----- |
| 1    | Brian Frasure       | Stany Zjednoczone | 7   | 11.49    | Q     |
| 2    | Marlon Shirley      | Stany Zjednoczone | 3   | 11.77    | Q     |
| 3    | Stephen Wilson      | Australia         | 4   | 11.86    | Q, SB |
| 4    | Arnu Fourie         | Południowa Afryka | 2   | 12.05    | q     |
| 5    | Michael Linhart     | Austria           | 5   | 12.11    | SB    |
| 6    | Andre Luiz Oliveira | Brazylia          | 6   | 12.12    | SB    |

Bieg 2
| Poz. | Zawodnik         | Narodowość        | Tor | Rezultat | Uwagi  |
| ---- | ---------------- | ----------------- | --- | -------- | ------ |
| 1    | Oscar Pistorius  | Południowa Afryka | 4   | 11.16    | Q, =PR |
| 2    | Jerome Singleton | Stany Zjednoczone | 7   | 11.48    | Q, SB  |
| 3    | Christoph Bausch | Szwajcaria        | 5   | 12.03    | Q, Fn  |
| 4    | Heros Marai      | Włochy            | 6   | 12.05    | q, SB  |
| 5    | Antonio Flores   | Malta             | 3   | 12.71    |        |
| 6    | Vanna Kim        | Kambodża          | 2   | 13.45    |        |

### Finał
Finał został rozegrany 9 września o godzinie 17:52.
| Poz. | Zawodnik         | Narodowość        | Tor | Rezultat | Uwagi  |
| ---- | ---------------- | ----------------- | --- | -------- | ------ |
| 1    | Oscar Pistorius  | Południowa Afryka | 5   | 11.17    |        |
| 2    | Jerome Singleton | Stany Zjednoczone | 6   | 11.20    | SB, Fn |
| 3    | Brian Frasure    | Stany Zjednoczone | 3   | 11.50    |        |
| 4    | Arnu Fourie      | Południowa Afryka | 2   | 11.65    | SB     |
| 5    | Stephen Wilson   | Australia         | 8   | 11.78    | SB     |
| 6    | Christoph Bausch | Szwajcaria        | 7   | 12.03    |        |
| 7    | Heros Marai      | Włochy            | 1   | 12.25    |        |
| 8    | Marlon Shirley   | Stany Zjednoczone | 4   | 34.43    |        |